# بليزانت هيل (تينيسي)
بليزانت هيل (بالإنجليزية: Pleasant Hill, Tennessee)‏ هي بلدة تقع بولاية تينيسي في الولايات المتحدة. تبلغ مساحتها 4.1 (كم²)، وترتفع عن سطح البحر 578 م، بلغ عدد سكانها 563 نسمة في عام 2010 حسب إحصاء مكتب تعداد الولايات المتحدة .

## التركيبة السكانية
حدّد مكتب تعداد الولايات المتحدة بيانات التركيبة السكانية لبليزانت هيل في تعداد الولايات المتحدة. في ما يلي، التركيبة السكانية حسب تعدادي 2000 و2010.

### تعداد عام 2000
بلغ عدد سكان بليزانت هيل 544 نسمة بحسب تعداد عام 2000، وبلغ عدد الأسر 273 أسرة وعدد العائلات 144 عائلة مقيمة في البلدة. في حين سجلت الكثافة السكانية 128 نسمة لكل كيلومتر مربع (331.5/ميل2). وبلغ عدد الوحدات السكنية 314 وحدة بمتوسط كثافة قدره 73.9 لكل كيلومتر مربع (191.4/ميل2).
وتوزع التركيب العرقي للبلدة بنسبة 98.53% من البيض و0.37% من الأمريكيين الأفارقة و0.55% من الأمريكيين الأصليين و0.18% من الأمريكيين ذوي الأصول الآسيوية و0.37% من عرقين مختلطين أو أكثر و0.18% من الهسبانيون أو اللاتينيون من أي عرق.
بلغ عدد الأسر 273 أسرة كانت نسبة 11.7% منها لديها أطفال تحت سن الثامنة عشر تعيش معهم، وبلغت نسبة الأزواج القاطنين مع بعضهم البعض 46.2% من أصل المجموع الكلي للأسر، ونسبة 5.5% من الأسر كان لديها معيلات من الإناث دون وجود شريك، بينما كانت نسبة 1.1% من الأسر لديها معيلون من الذكور دون وجود شريكة وكانت نسبة 47.3% من غير العائلات. تألفت نسبة 45.8% من أصل جميع الأسر من عدة أفراد يعيشون في نفس المنزل ونسبة 40.7% كانت تتألف من شخص يعيش بمفرده يبلغ من العمر 65 عاماً أو أكثر. وبلغ متوسط حجم الأسرة المعيشية 1.77، أما متوسط حجم العائلات فبلغ 2.40.
بلغ العمر الوسطي للسكان 71.9 عاماً. وكانت نسبة 11.2% من القاطنين تحت سن الثامنة عشر، وكانت نسبة 2.4% بين الثامنة عشر والرابعة والعشرين عاماً، ونسبة 11.2% كانت واقعةً في الفئة العمرية ما بين الخامسة والعشرين والرابعة والأربعين عاماً، ونسبة 10.8% كانت ما بين الخامسة والأربعين والرابعة والستين، ونسبة 53.1% كانت ضمن فئة الخامسة والستين عاماً فما فوق. يوجد لكل 100 أنثى 71.9 ذكر، ويوجد لكل 100 أنثى في الثامنة عشر من عمرها فما فوق 65.5 ذكر.
بلغ متوسط دخل الأسرة في البلدة 29,554 دولارًا، أما متوسط دخل العائلة فبلغ 37,375 دولارًا. وكان متوسط دخل الذكور 23,750 دولارًا مقابل 20,250 دولارًا للإناث. وسجل دخل الفرد الخاص بالبلدة 21,384 دولارًا. وكانت نسبة 7% من العائلات ونسبة 10.9% من السكان تحت خط الفقر، وكان من هؤلاء نسبة 30% تحت سن الثامنة عشر ونسبة 5.5% في الخامسة والستين من العمر وما فوق.

### تعداد عام 2010
بلغ عدد سكان بليزانت هيل 563 نسمة بحسب تعداد عام 2010، وبلغ عدد الأسر 242 أسرة وعدد العائلات 130 عائلة مقيمة في البلدة. في حين سجلت الكثافة السكانية 132.5 نسمة لكل كيلومتر مربع (343.2/ميل2). وبلغ عدد الوحدات السكنية 303 وحدة بمتوسط كثافة قدره 71.3 لكل كيلومتر مربع (184.7/ميل2).
وتوزع التركيب العرقي للبلدة بنسبة 97.34% من البيض و1.24% من الأمريكيين الأفارقة و0.18% من الأمريكيين الأصليين و1.07% من الأعراق الأخرى و0.18% من عرقين مختلطين أو أكثر و0.89% من الهسبانيون أو اللاتينيون من أي عرق.
بلغ عدد الأسر 242 أسرة كانت نسبة 10.7% منها لديها أطفال تحت سن الثامنة عشر تعيش معهم، وبلغت نسبة الأزواج القاطنين مع بعضهم البعض 45.9% من أصل المجموع الكلي للأسر، ونسبة 5.4% من الأسر كان لديها معيلات من الإناث دون وجود شريك، بينما كانت نسبة 2.5% من الأسر لديها معيلون من الذكور دون وجود شريكة وكانت نسبة 46.3% من غير العائلات. تألفت نسبة 43.4% من أصل جميع الأسر من عدة أفراد يعيشون في نفس المنزل ونسبة 32.6% كانت تتألف من شخص يعيش بمفرده يبلغ من العمر 65 عاماً أو أكثر. وبلغ متوسط حجم الأسرة المعيشية 1.85، أما متوسط حجم العائلات فبلغ 2.47.
بلغ العمر الوسطي للسكان 74.6 عاماً. وكانت نسبة 10.3% من القاطنين تحت سن الثامنة عشر، وكانت نسبة 2.7% بين الثامنة عشر والرابعة والعشرين عاماً، ونسبة 6.7% كانت واقعةً في الفئة العمرية ما بين الخامسة والعشرين والرابعة والأربعين عاماً، ونسبة 17.4% كانت ما بين الخامسة والأربعين والرابعة والستين، ونسبة 62.9% كانت ضمن فئة الخامسة والستين عاماً فما فوق. وتوزع التركيب الجنسي للسكان بنسبة 41.7% ذكور و58.3% إناث.

## وصلات خارجية
- The US50 - Cities and Towns in Tennessee State
- Tennessee Cities and Towns, Facts, Map, Flag, Colleges, Government, and More